# Книжочка миссійна
«Книжочка миссійна» — популярний освітньо-релігійний журнал-місячник. Виходив 1890—1894 під цією назвою, 1895—1911 — під назвою «Книжочка мисійна».
Засновник, видавець і редактор (до 1907) — Л. Джулинський. Окремі числа випущено у містах Бережани (друкарня А. Цехоцького; 1890, ч. 1, 3; 1891—1893; 1894, ч. 8—12; 1895, ч. 1—4) і Тернопіль (друк. С. Коссовського; 1894, ч. 1—6).
Мета і завдання видання — пропагування християнства, християнське виховання та просвіта народу. Серед опублікованих матеріалів:
- «Церква Воздвиження Чесного Хреста в Тернополі» (1890. — Ч. 2),
- «Чудотворний образ Матері Божої в церкві Бережанській» (1892. — Ч. 10),
- «Пам'ятка в Зарваниці» (1893. — Ч. 1),
- «Містечко Зборів в повіті Золочівськім» (1900. — Ч. 1).

«Книжочка миссійна» зберігається у ЛНБ.